# Pointe de Barfleur
La pointe de Barfleur est un cap de France qui constitue l'extrémité nord-est du Cotentin (et du Massif armoricain), dans le Val de Saire (département de la Manche). Il est baigné par la Manche et comporte à son extrémité le phare de Gatteville. Il tire son nom du village de Barfleur situé au sud mais est situé sur la commune de Gatteville-le-Phare. La pointe marque la limite nord-ouest de la baie de Seine.
Plusieurs vaisseaux y ont fait naufrage, avant l'installation d'un phare, dont la Blanche-Nef en 1120 et la Luna en 1860.
La pointe de Barfleur se situe exactement aux antipodes des îles des Antipodes.

## Géologie
Pour un article plus général, voir Val de Saire : Géologie.
On y rencontre du granite hercynien, à l'instar de Flamanville, également dans le Cotentin.

## Énergies marines
Le site présentant un fort courant de marée, il fait l'objet de différents projets d'implantation d'hydroliennes, à l'instar du raz Blanchard.

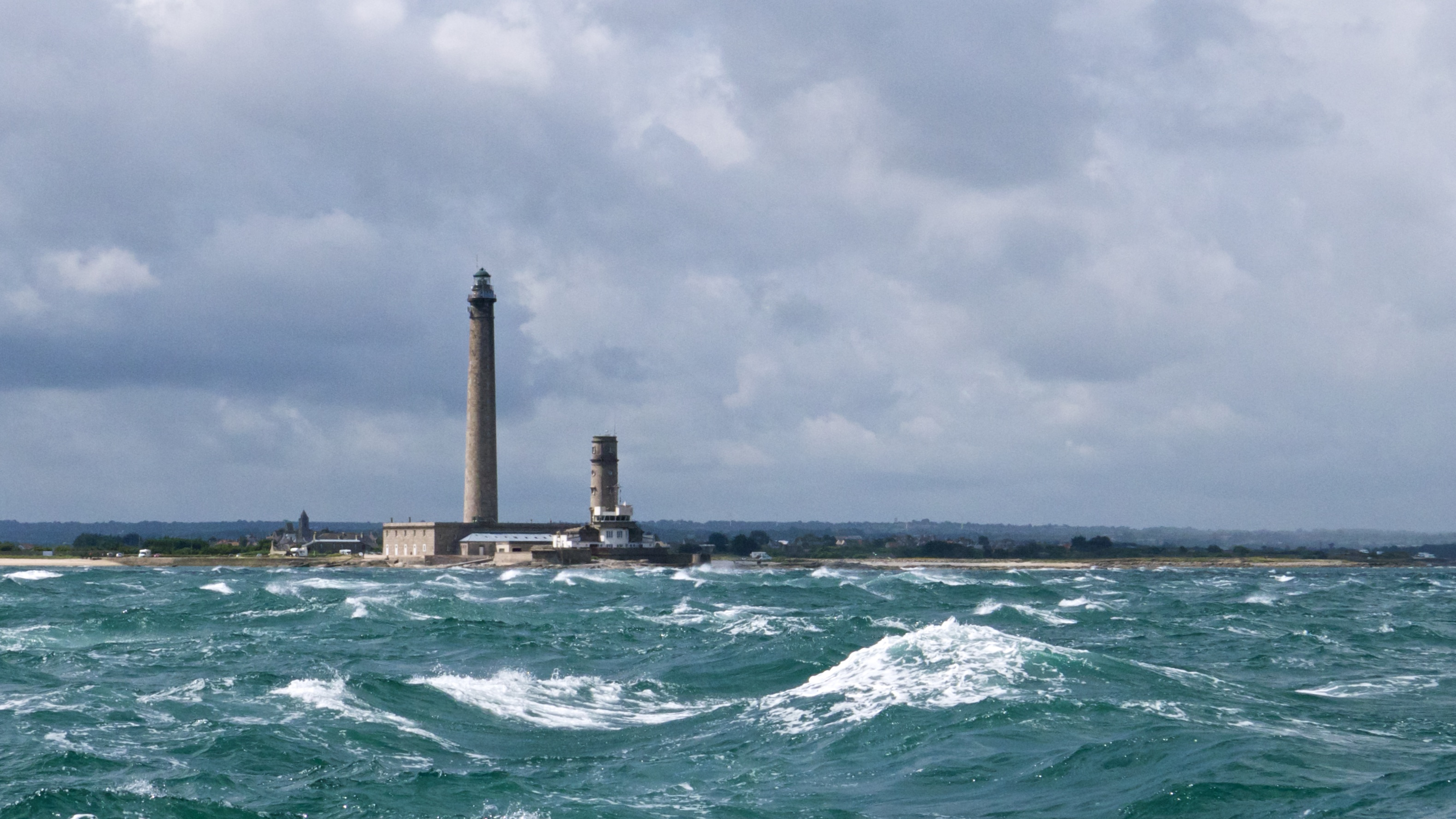
Vue du phare de Gatteville depuis la mer.